# روكفيل
روكفيل (بالإنجليزية: Rockville)‏ هي مدينة أمريكية تقع في ولاية ألاباما.ويبلغ عدد سكانها 43 نسمة حسب إحصاء سنة 2010 م.